# Johann Niederwieser

Portraitfoto, veröffentlicht im Alpenvereinsjahrbuch von 1962

Johann Niederwieser, genannt Stabeler (* 8. August 1853 in Sand in Taufers; † 22. September 1902 am Schaflahnernock), war ein Südtiroler Bergführer der klassischen Epoche. Er führte zahlreiche Erstbegehungen durch, vor allem in den Dolomiten. Außerdem führte er zahlreiche berühmte Bergsteiger und Persönlichkeiten seiner Zeit, wie Karl Diener, Theodor Wundt und Ludwig Darmstaedter.

## Leben
Der früh Halbwaise gewordene Johann Niederwieser kam nach kurzem Schulbesuch als Schafhirte zu einem Bauern und wurde so mit dem Leben in der Gebirgsnatur vertraut. Später war er von Beruf Maurer, auch als Holzknecht verdiente er sich seinen Lebensunterhalt und ging der Wilderei nach.
Seine Bergführerlaufbahn begann 1876 mit einer Tour zum Großen Löffler, einem bedeutenden Gipfel des Zillertaler Hauptkamms nahe seinem Heimatort. Den praktischen Teil der Bergführerprüfung legte er 1877 ohne Probleme ab. Da er Analphabet war, bestand er allerdings die theoretische Prüfung nur dank der Unterstützung bei der Vorbereitung durch Josef Daimer, dem Arzt seines Heimatorts.
Als offizieller Bergführer führte Niederwieser nun einige Erstbegehungen im Zillertaler Hauptkamm und der benachbarten Rieserfernergruppe durch. Seine Leistungsfähigkeiten stellte Niederwieser mit extrem langen Touren unter Beweis, beispielsweise bestieg er Turnerkamp und Großen Möseler an einem Tag. Sein Ruf als Bergführer geriet im Juli 1880 in Gefahr, als ein Gast, der Kölner Anwalt Otto Welter, beim Abstieg vom Großen Möseler bei einem Spaltensturz auf dem Neveser Ferner tödlich verunglückte. Seine Reputation wurde später wiederhergestellt, als insbesondere Emil Zsigmondy sich für ihn einsetzte und klarstellte, dass Niederwieser das Menschenmögliche getan hatte, um den Gestürzten zu retten.
1881 lernte er den Wiener Geologen und Paläontologen Carl Diener kennen, den er auf vielen Touren in Tirol begleitete. In der Folgezeit führte er den Wiener Arzt Hans Helversen, mit dem er 1892 die Erstbegehung dreier Vajolet-Türme durchführte, sowie den deutschen Chemiker Ludwig Darmstaedter, mit dem ihm zahlreiche weitere Erstbesteigungen in den Dolomiten gelangen.
Neben den Dolomiten und den Bergen seiner Heimat war Niederwieser auch in den Westalpen unterwegs, unter anderem am Mont Blanc, Dent du Géant, Grandes Jorasses oder Matterhorn. Im Jahr 1899 reiste er mit Ludwig Darmstaedter in die Hohe Tatra, wo sie eine neue Route auf die Gerlsdorfer Spitze, den höchsten Berg dieses Gebirges, eröffneten.
Am 22. September 1902 stürzte Niederwieser an einem Felsturm am Grat des Schaflahnernock tödlich ab. Während des Abstiegs war ein Stein ausgebrochen, an dem sich Niederwieser gehalten hatte. Da das Seil an einer Felskante riss, wurde der Gast, mit dem er diese Übungstour am Vorabend einer geplanten Besteigung des Großen Löffler in der Nähe der Chemnitzer Hütte unternahm, durch das sich in die Hände einschneidende Seil nur leicht verletzt.
Johann Niederwieser hinterließ seine Frau Marie Niederwieser (geborene Außerhofer), die er 1880 geheiratet hatte, sowie fünf Kinder. Sein Bruder Georg, der ebenfalls Bergführer war und auch Stabeler II genannt wurde, führte im Gegensatz zu Johann nur in den heimatnahen Bergen.
Zu Ehren Johann Niederwiesers wird einer der von ihm erstbestiegenen Vajolet-Türme „Stabelerturm“ genannt. Seit 1978 wird der von der Chemnitzer zur Schwarzensteinhütte führende Höhenweg als Stabeler-Weg bezeichnet.

## Alpinistische Leistungen
In den Dolomiten sind 25 Erstbesteigungen oder Erstbegehungen Johann Niederwieser zuzuschreiben.
Darunter sind folgende Erstbesteigungen:
- Gran Odla (Geislerspitzen, 1888)
- Zahnkofel (Langkofelgruppe, 1889)
- Westliche Grasleitenspitze (Rosengartengruppe, 1892)
- Vajolet-Türme: Stabeler-, Ost- und Westturm (Rosengartengruppe, 1892)
- Monte Giralba (Sextener Dolomiten, 1890)
- Pala di Meduce (Marmarole, 1890)

Außerdem sind ihm in den Dolomiten die Erstbegehungen verschiedener Routen zuzuschreiben, darunter vor allem eine steinschlagsichere Route auf die Cimon della Pala über die Südschulter, was der heutige Normalweg ist.
Auch bei vielen Bergen seiner Heimat gilt er als Erstbesteiger, darunter Morgenkofel, Achternock, Merbspitze oder Löfflergrat. Als eine der größten Unternehmungen in den Ostalpen galt zur damaligen Zeit die Durchsteigung der Südwand des Hochgalls, die Johann Niederwieser 1890 mit seinem Bruder Georg und Carl Luber durchführte.